# NGC 2067
NGC 2067 est une nébuleuse par réflexion située dans la constellation d'Orion. Cette nébuleuse a été découverte par l'astronome allemand Wilhelm Tempel en 1876. Cette nébuleuse fait partie de la nébuleuse M78,.

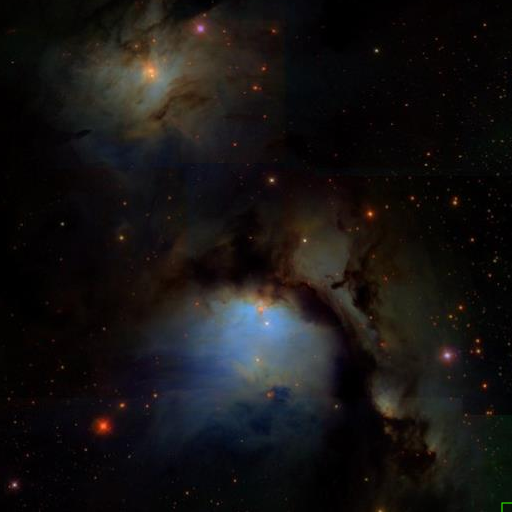
Panorama de la région par le relevé SDSS.